# Sounds That Can't Be Made
Sounds That Can't Be Made è il diciassettesimo album in studio del gruppo musicale britannico Marillion, pubblicato il 17 settembre 2012 dalla earMUSIC.

## Promozione
Il 17 luglio 2012 il gruppo ha reso disponibile per l'ascolto attraverso il proprio canale YouTube il brano Power come anticipazione all'album.
Sempre attraverso l'utilizzo di YouTube, i Marillion hanno presentato il trailer ufficiale del disco e il brano d'apertura Gaza.
Sounds That Can't Be Made è stato inizialmente commercializzato in edizione standard da un disco e in edizione deluxe con un cofanetto comprensivo di un DVD aggiuntivo e un libro con testi e fotografie.
L'11 novembre 2013 la earMUSIC ha ripubblicato l'album in formato doppio vinile e reso disponibile un'edizione speciale comprensiva di un secondo CD.

## Tracce
Testi di Steve Hogarth (eccetto dove indicato), musiche di Marillion.
1. Gaza – 17:30
2. Sounds That Can't Be Made – 7:10
3. Pour My Love – 5:58 (testo: John Helmer)
4. Power – 6:05
5. Montréal – 13:59
6. Invisible Ink – 5:44
7. Lucky Man – 6:58
8. The Sky Above the Rain – 10:34

Making Sounds – DVD bonus nell'edizione deluxe
1. The Making of the Album – 92:52
2. Power – 6:04
3. Lucky Man – 6:23

- Soundcheck & Racket Sessions

1. Gaza (First Section) (Racket Club - March 2012) – 3:10
2. Pour My Love (Racket Club - March 2012) – 5:57 (testo: John Helmer)
3. The Sky Above the Rain (Racket Club - March 2012) – 7:39
4. Power (Soundcheck) (Toronto - June 2012) – 6:02

CD bonus nell'edizione speciale del 2013
1. Wrapped Up in Time (Radio Session) – 4:00
2. Power (Radio Session) – 5:36
3. Pour My Love (Radio Session) – 5:28 (testo: John Helmer)
4. Lucky Man (Demo Arrangement) – 4:12
5. Sounds That Can't Be Made (Live in Holland 2013) – 7:52
6. Invisible Ink (Live in Holland 2013) – 6:06

## Formazione
Gruppo
- Steve Hogarth – voce, cori, tastiera, percussioni
- Mark Kelly – tastiera
- Pete Trewavas – basso, cori, chitarra elettrica (traccia 6)
- Steve Rothery – chitarra solista e ritmica
- Ian Mosley – batteria

Altri musicisti
- Nial Hogarth – cori
- Sofi Hogarth – cori
- Linette Petersen – cori
- Diana Stanbridge – cori
- Tracey Campbell – cori

Produzione
- Marillion – produzione, registrazione, missaggio
- Michael Hunter – produzione, registrazione, missaggio
- Steve Rothery – registrazione chitarra aggiuntiva
- Simon Heyworth – mastering
- Mohamed Ali – Gaza street recordings (traccia 1)

## Classifiche
| Classifica (2012)          | Posizione massima |
| -------------------------- | ----------------- |
| Austria                    | 51                |
| Belgio (Fiandre)           | 134               |
| Belgio (Vallonia)          | 75                |
| Francia                    | 41                |
| Germania                   | 29                |
| Italia                     | 47                |
| Norvegia                   | 37                |
| Paesi Bassi                | 22                |
| Regno Unito                | 43                |
| Regno Unito (independent)  | 10                |
| Regno Unito (rock & metal) | 2                 |
| Svezia                     | 55                |
| Svizzera                   | 58                |